# ルイ14世の大暗号

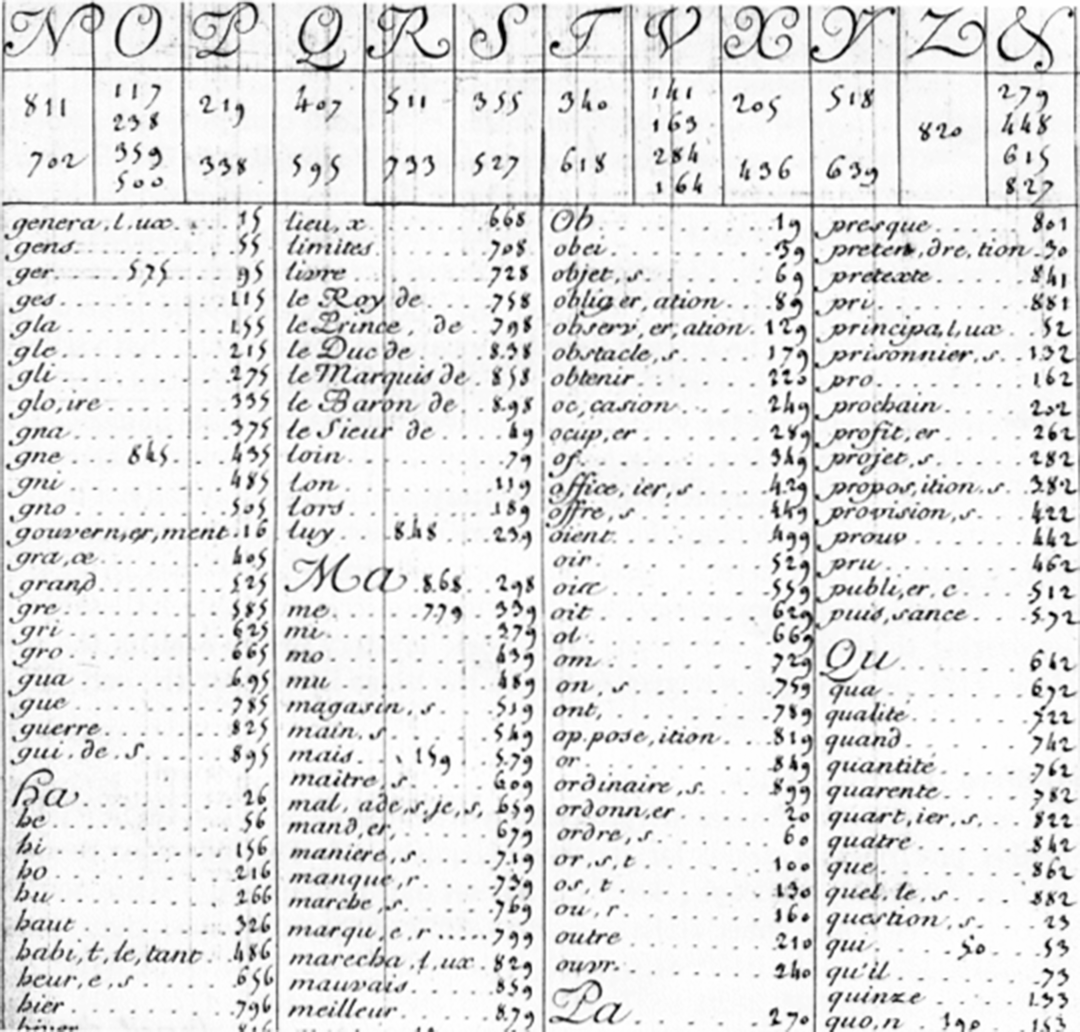
大暗号の解読表

ルイ14世の大暗号 （フランス語: Grand Chiffre）とは、フランスのルイ14世の命により、アントワーヌとボナヴェントゥルのロシニョル親子が作成した換字式暗号である。一族は何世代にもわたり、暗号の専門家としてフランス王室に仕えていた。彼らはルイ14世の極秘文書をこの暗号に変換して記録した。
ロシニョル親子の死に伴い、暗号化された歴史文書は長らく解読不能のまま残されていたが、フランスの軍人エティエンヌ・バズリーにより3年かけて解読され、1893年に発表された。彼は、暗号に頻出する文字列"124-22-125-46-345" を「敵 les ennemis」だと考え、字を当てはめた結果解読にたどり着いた。大暗号は、フランス語の音節を数字に変換したものだったが、中には解読を妨げるため不要な数字も挿入されていることが判明した。